# Tīra Sujānpur
Tīra Sujānpur är en ort i Indien.   Den ligger i distriktet Hamīrpur och delstaten Himachal Pradesh, i den norra delen av landet, 400 km norr om huvudstaden New Delhi. Tīra Sujānpur ligger 565 meter över havet och antalet invånare är 7 747.
Terrängen runt Tīra Sujānpur är huvudsakligen lite kuperad. Tīra Sujānpur ligger nere i en dal. Runt Tīra Sujānpur är det tätbefolkat, med 369 invånare per kvadratkilometer. Närmaste större samhälle är Hamīrpur, 16,7 km söder om Tīra Sujānpur. I omgivningarna runt Tīra Sujānpur växer i huvudsak blandskog.